# David Del Rio
David Del Rio (ur. 29 września 1987 w Miami) – amerykański aktor.
Znany głównie z roli Felixa z serialu młodzieżowego Nickelodeon Brygada. Wystąpił także w innych serialach jak: Prawo i bezprawie, Southland i wielu innych.

## Filmografia
- 2011: Wymarzony luzer jako Ari
- 2011: Southland jako Martin Estrada
- 2009–2010: Brygada jako Felix Garcia
- 2008: Prawo i bezprawie jako Freddie Ramirez